# El rey pasmado
El rey pasmado és una pel·lícula còmica i històrica espanyola de 1991 dirigida per Imanol Uribe, basada en la novel·la de Gonzalo Torrente Ballester Crónica del rey pasmado.

## Trama
Història ambientada en la cort espanyola del segle xvii, en la qual el rei Felip IV (Gabino Diego), en una escapada amb el comte de la Peña Andrada (Eusebio Poncela), queda esbalaït en contemplar el cos nu (amb mitges vermelles) de Marfisa (Laura del Sol), una prostituta de la Villa (en una postura que recorda la Venus del mirall). Després d'aquest descobriment, el rei decideix contemplar el cos nu de la seva dona, la reina Isabel de Borbó (Anne Roussel)
Aquest fet porta el Gran Inquisidor (Fernando Fernán Gómez) a convocar una junta de teòlegs per a debatre l'assumpte. Les dues cares del debat estan representades per la figura del frare Villaescusa (Juan Diego), que assegura que la pretensió del rei és un greu pecat que pot portar el càstig a tot el país, i el pare Almeida, un missioner jesuïta, que replica que la mala sort dels governats depèn de la capacitat dels seus governants més que de la seva moralitat i que el desig del rei és un assumpte privat. Encara que la reina està disposada a complaure els desitjos del rei, Villaescusa i els seus subalterns fan l'impossible per a frustrar les seves pretensions. Finalment, gràcies a l'ajuda del jesuïta i el comte de la Peña Andrada, el rei pot reunir-se amb la reina tot sol al monestir de San Plácido i aconseguir el seu objectiu.
Paral·lelament, el Comte-Duc d'Olivares (Javier Gurruchaga) tem estar sent castigat per Déu ja que no aconsegueix tenir descendència amb la seva dona, per la qual cosa demana consell a Villaescusa, qui l'informa que la culpa de l'esterilitat la té el plaer que ell i la seva esposa obtenen a l'hora de realitzar l'acte sexual. La solució, d'"inspiració divina" proposada per Villaescusa consisteix en el fet que el comte i la seva esposa copulin al cor de l'església de San Plácido (d'on casualment es troben els reis molt a prop) davant de les monges del cor. A la sortida d'aquesta trobada sexual, el Comte-Duc d'Olivares rep sengles correus on l'informen de l'arribada de la Flota d'Índies a Cadis amb tot el carregament i la victòria de les tropes espanyoles a Flandes. Villaescusa vol fer veure que el feliç desenllaç es deu als sacrificis pels quals han passat, però el Comte-Duc li replica que per la data de les cartes es veu que la flota havia arribat a Cadis dos dies abans, "just el dia en què el Rei se'n va anar de putes". El Comte-Duc envia Villaescusa a Roma amb una carta lacrada on es demana que no el deixin marxar fins que hagi canviat la seva actitud.

## Repartiment
- Gabino Diego com Felip IV d'Espanya
- Anne Roussel com Isabel de Borbon, reina consort de Felip IV
- Juan Diego com a Villaescusa
- Javier Gurruchaga com Comte-Duc d'Olivares
- Fernando Fernán Gómez com a Gran Inquisidor
- María Barranco com Lucrecia
- Joaquim de Almeida com Almeida
- Eusebio Poncela com a comte de Peña Andrada
- Laura del Sol com Marfisa
- Carme Elías com a Abadessa
- Alejandra Grepi com a Donya Bàrbara
- Emma Cohen com a Duquessa Vídua del Maestrat
- Christine Dejoux com Colette
- Eulalia Ramón com Paca Távora
- Enrique San Francisco com a Captaire
- José Soriano com Rivadesella

## Comentaris
Imanol Uribe recrea aquesta adaptació de la novel·la escrita pel novel·lista Gonzalo Torrente Ballester, Crónica del rey pasmado. Fent gala d'una ben documentada ambientació en la qual destaquen la direcció artística de Félix Murcia, el vestuari de Javier Artiñano i la banda sonora composta per José Nieto.
Cal destacar les actuacions de Javier Gurruchaga en el paper del Comte-Duc d'Olivares, Gabino Diego en el paper del Rei i Juan Diego en el paper de conseller espiritual 
La major part de la pel·lícula va ser rodada al palau renaixentista del Marquès de Santa Creu a Viso del Marqués (Ciudad Real) i al Monestir d'Uclés (Conca).

## Crítica
Carlos Aguilar en la seva Guía del cine español comenta que la pel·lícula té algunes errades, com ara el diferent tractament dels personatges històrics, però que aquests es veuen compensats per una bona realització i un bon repartiment. La crítica també va destacar la gran semblança de Gabino Diego i Gurruchaga amb Felip IV i el Comte-Duc d'Olivares respectivament.

## Palmarès cinematogràfic
VI Premis Goya
| Categoria                        | Persona                             | Resultat    |
| -------------------------------- | ----------------------------------- | ----------- |
| Millor pel·lícula                | Millor pel·lícula                   | Nominada    |
| Millor director                  | Imanol Uribe                        | Nominat     |
| Millor actor protagonista        | Gabino Diego                        | Nominat     |
| Millor actriu de repartiment     | María Barranco                      | Nominada    |
| Millor actor de repartiment      | Juan Diego                          | Guanyador   |
| Millor actor de repartiment      | Javier Gurruchaga                   | Nominat     |
| Millor guió adaptat              | Joan Potau Gonzalo Torrente Malvido | Guanyadors  |
| Millor música original           | José Nieto                          | Guanyador   |
| Millor fotografia                | Hans Burmann                        | Nominat     |
| Millor direcció artística        | Félix Murcia                        | Guanyador   |
| Millor direcció de producció     | Andrés Santana                      | Guanyador   |
| Millor disseny de vestuari       | Javier Artiñano                     | Guanyador   |
| Millor maquillatge i perruqueria | Romana González Josefa Morales      | Guanyadores |
| Millor so                        | Gilles Ortion Ricard Casals         | Guanyadors  |

Medalles del Cercle d'Escriptors Cinematogràfics de 1990
| Categoria     | Persona    | Resultat  |
| ------------- | ---------- | --------- |
| Millor música | José Nieto | Guanyador |

Altres
- Festival de Cinema de Peníscola - Millor Guió (Joan Potau i Gonzalo Torrente Malvido)

- Premi ACE (Nova York) - Millor Director (Imanol Uribe), Millor Actor de Repartiment (Juan Diego)